# My Sister's Crown
"My Sister's Crown" é uma canção da banda folk contemporâneo Vesna que representou a Chéqia no Festival Eurovisão da Canção 2023, obtendo o 4º lugar na primeira semifinal, com 110 pontos, e o 10º lugar na final, com 129 pontos.
Em entrevista ao fansite ESC Bubble, dois membros da banda relataram que a vocalista e compositora Patricie Kaňok Fuxová queria compartilhar sobre uma história de irmandade e como um protesto contra a desigualdade de género, dizendo que "podes ter o apoio de outras pessoas e [sobre o assunto da] igualdade, não é apenas entre as mulheres, mas [todos]."

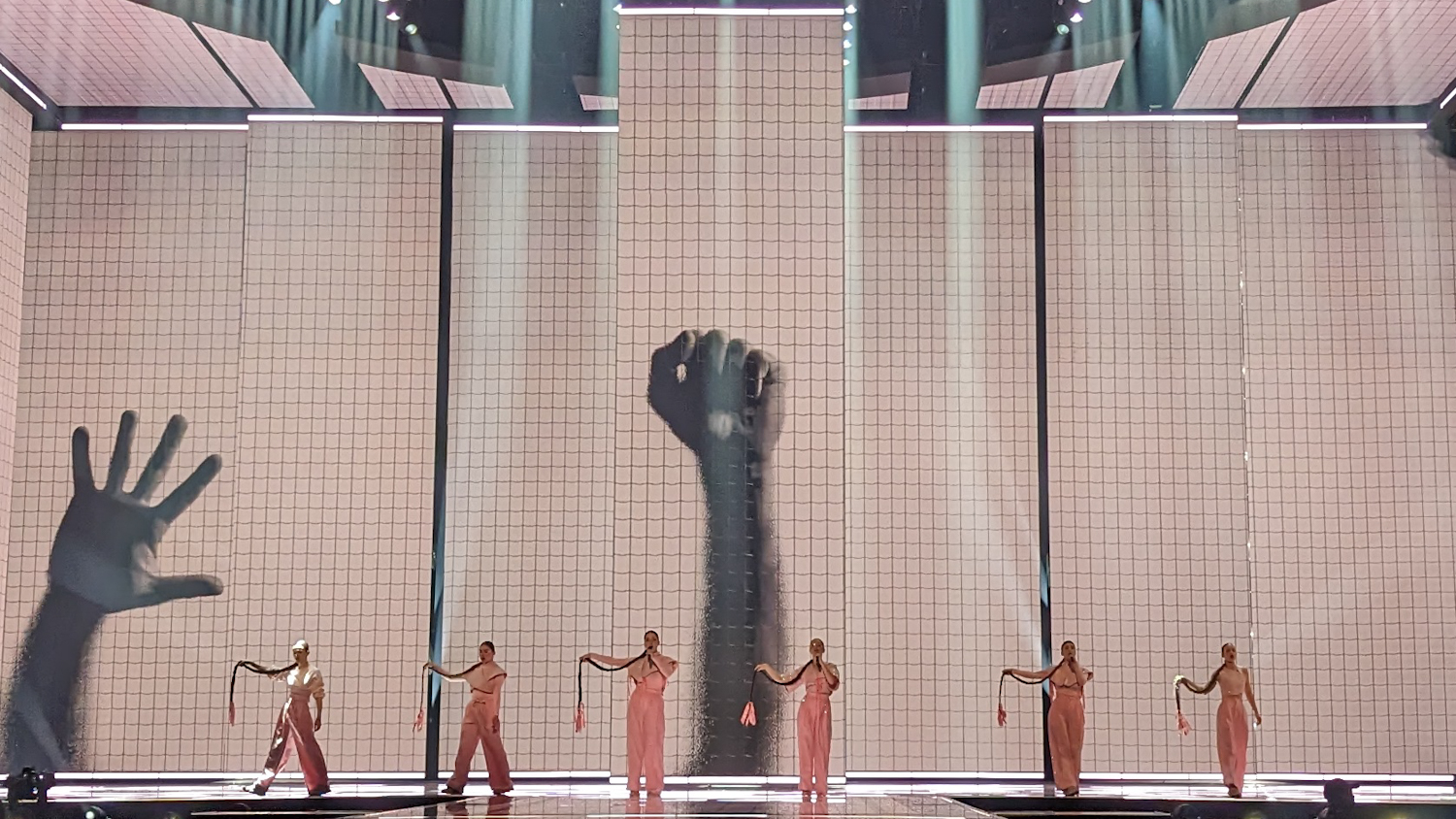
Sinal de ajuda mostrado na tela durante a apresentação de Vesna no palco da Eurovisão, durante a final.

Segundo a autora e cantora Patrícia Fuxová, a canção pretende representar a feminilidade e o eslavismo. A composição também pretende refletir a questão das minorias e da violência, a irmandade e a solidariedade das mulheres. Bára Šustková, membro do grupo, disse, em entrevista à Rádio Praga que a música: "É sobre todas as pessoas que experimentam algum tipo de falta de liberdade, como opressão da sociedade, tendências, tecnologia, e é um símbolo para essas pessoas colocarem em uma coroa e sinta-se forte o suficiente." Durante a apresentação de Vesna no palco da Eurovisão, um Sinal de ajuda foi mostrado na tela.
A música combina 4 idiomas: checo, inglês, ucraniano & búlgaro. Em entrevista à Rádio Praga, a banda disse que a lógica para incluir quatro idiomas era para refletir a diversidade dos membros da banda, bem como a dedicação à Ucrânia. Tanto a música quanto o videoclipe foram proibidos na Rússia e na Bielorrússia.

## Lista de posições
| Lista (2023)                        | Melhor Posição |
| ----------------------------------- | -------------- |
| Chéquia (Singles Digitál Top 100)   | 15             |
| Finlândia (Suomen virallinen lista) | 21             |
| Grécia (IFPI Grécia)                | 38             |
| Islândia (Plötutíðindi)             | 17             |
| Lituânia (AGATA)                    | 17             |
| Países Baixos (Single Top 100)      | 20             |
| Polónia (Polish Music Charts)       | 64             |
| Suécia (Sverigetopplistan)          | 86             |
| UK Singles Downloads Chart (OCC)    | 64             |